# سامانثا مونرو
سامانثا مونرو هي ممثلة كندية، ولدت في 19 أكتوبر 1990 في أوشاوا في كندا.

## وصلات خارجية
- سامانثا مونرو على موقع IMDb (الإنجليزية)
- سامانثا مونرو على موقع قاعدة بيانات الفيلم (الإنجليزية)